# محمود پولادین
محمود پولادین (زاده ۱۲۶۴ نخجوان - درگذشته ۲۴ بهمن ۱۳۰۶ تهران) از افسران ژاندارمری بود، که پس از کودتای اسفند ۱۲۹۹ و ادغام قزاقخانه و ژاندارمری به قشون متحدالشکل رضاخانی پیوست. وی در فتح قلعه چهریق و جنگ با الوار از خود رشادت به خرج داد. در ۱۳۰۵ وی فرمانده فوج محافظین کاخ سلطنتی را عهده‌دار بود، که به جرم کودتا علیه شخص رضاخان دستگیر و اعدام شد.

## انقلاب مشروطه
پولادین فرزند سرتیپ حسن‌خان کفری میرپنج، قزاق افسر قزاق‌خانه و از مهاجرین قفقازی بود. پدرش به سبب اندیشه آزادی‌خواهانه‌اش از بریگاد قزاق اخراج شد و همراه دو تن از پسرانش؛ منصور و محمود، که آن‌ها نیز از مدرسه قزاق‌خانه اخراج شده بودند، در رشت به اردوی محمدولی خان تنکابنی پیوست.
پس از سازماندهی تشکیلات ژاندارمری در ۱۲۹۰ که زیر نظر افسران سوئدی اداره می‌شد، محمود پولادین چون سابقه خدمت نظام داشت، به استخدام ژاندارمری درآمد. او پس از تحصیل در آموزشگاه ژاندارمری با درجه نایب دومی (ستوان یکمی) به خدمت مشغول شد. در دوره مشروطه و پس از ورود یپرم‌خان از قفقاز به رشت، محمودخان به همراه پدرش وارد دستگاه وی شدند. متعاقباً در تسخیر گیلان، تصرف قزوین و جنگ بادامک فعالیت زیادی از خود بروز دادند. در جنگ بادامک محمودخان چند گلوله خورد و مدتی نیز تحت درمان بود. پس از سقوط محمدعلی شاه و استقرار دولت مشروطه، محمودخان با درجه سلطانی وارد نظمیه شد و به ریاست نظمیه قزوین منصوب شد.

## خدمت در ژاندارمری

نفر ایستاده سمت راست با کلاه اطریشی نایب سوم مسعودخان پولادین آجودان ژاندارن پلیس و ردیف نشسته از چب براست سلطان محمودخان پولادین و سلطان دکتر امیرخان رئیس نظمیه

سلطان محمودخان قریب یک سال در قزوین انجام وظیفه نمود و سپس به تهران انتقال یافت و نظمیه را رها نموده، وارد مدرسه ژاندارمری شد. دوره مدرسه مزبور را گذرانید و با درجه سلطانی در ژاندارمری استخدام شد. چندی بعد وارد ژاندارمری دولتی شد و مأمور در فوج ژاندارم اصفهان گردید و فرماندهی یک گروهان را برعهده گرفت.
در جنگ جهانی اول که مسئله مهاجرت پیش آمد، فوج ژاندارمری اصفهان به فرماندهی ماژور چیلندر سوئدی نیز به مهاجرین ملحق شدند. لدی الورود محمودخان پولادین از طریق نظام السلطنه مافی، رئیس دولت موقت، به حکومت نظامی کرمانشاه منصوب شد. در پی اختلاف نظر با محمدتقی پسیان، محمودخان و عده‌ای دیگر از افسران به موصل تبعید شدند.
پس از پایان یافتن جنگ بین‌الملل اول و اعلام عفو عمومی، پولادین به همراه بسیاری دیگر، به خدمت ژاندارمری بازگشت و با ارتقاء به درجه ماژوری (سرگردی)، به فرماندهی باطلیون ژاندارم قزوین منصوب شد. وی قریب سه سال در این مأموریت بسر برد و گردن‌کشانی چون محمدحسن خان ظفرنظام و عباس سلطان ضیاء آبادی را که از یاغیان به نام قزوین بودند، سرکوب نمود.

## کودتای اسفند ۱۲۹۹
پس از کودتای سوم حوت ۱۲۹۹، سید ضیاءالدین طباطبایی، برای سرکوبی و توقیف اکبرمیرزا صارم الدوله حاکم کرمانشاهان، محمودخان پولادین را با اختیارات کامل به آن منطقه فرستاد و دستور داد فوج ژاندارم کرمانشاه تحت امر او قرار گیرد. در زد و خوردی که متعاقباً روی داد، صارم‌الدوله دستگیر و به تهران اعزام و زندانی گردید. پولادین پس از انجام این مأموریت، به فرماندهی فوج ژاندارم مستقر در شرف‌خانه منصوب شد، که منجر شد به قیام نفرات فوج، به رهبری یاور لاهوتی و زندانی شدن مخبرالسلطنه هدایت والی آذربایجان، ساعدالسلطنه الهامی معاون والی و ماژور پولادین و عده‌ای دیگر؛ ولی قیام لاهوتی طولانی نشد و قوای قزاق توانست تبریز را از حیطه قدرت آنان نجات دهد. پس از فرار لاهوتی و آزادی، پولادین فرمانده فوج اول ژاندارمری آذربایجان شد و درجه سرهنگ دومی گرفت. وی در نبرد شکریازی، فرمانده ستون چهارم مرکب از فوج ژاندارم تبریز و سواران چریک محلی بود.
مأموریت بعدی او در سال ۱۳۰۲ شرکت در جنگ لرستان بود. وی از سوی سپهبد امیراحمدی، حاکم نظامی خرم‌آباد شد. او در سال ۱۳۰۳ به عضویت کمیسیون نشان جنگی سپه درآمد.

امرهای ژاندرمری در موقع عزیمت از تبریز شرفخانه. محمود پولادین اولین نفر ایستاده در کنار درب واگن قطار - سال ۱۳۰۰ خورشیدی

امرهای ژاندرمری در موقع عزیمت از تبریز شرفخانه. محمود پولادین پنجمین نفر ایستاده از سمت چپ - سال ۱۳۰۰ خورشیدی

## قشون متحدالشکل
پس از ادغام ژاندارمری و قزاق‌خانه و تشکیل قشون متحدالشکل، پولادین به لشکر غرب انتقال یافت، مدتی حاکم نظامی بروجرد و مدتی هم حاکم نظامی خرم‌آباد بود. در غالب جنگ‌های احمد امیراحمدی با الوار، شرکت داشت و در ۱۳۰۳ پس از بازگشت از مأموریت لرستان، با ارتقاء به درجه سرهنگ تمامی و اخذ نشان فرمانده فوج گارد نمره ۱ پیاده پهلوی شد، که حفاظت کاخ سلطنتی نیز با این فوج بود.

## آجودانی رضا شاه
در تاریخ بیست و پنجم دی ماه ۱۳۰۴ خورشیدی؛ رضا شاه او را به سمت آجودانی مخصوص خود منصوب کرد.

فرمان رضاشاه به سرهنگ پولادین برای آجودانی مخصوص شاهنشاهی

## کودتا و اعدام
رضا خان بعد از موفقیت‌اش در کودتای سوم اسفند و تصاحب قدرت و بعد از آنکه طرح کودتای پولادین علیه خود را کشف و خنثی و وی را در دادگاه به اعدام محکوم کرد، به اعتبار سابقهٔ سال‌ها دوستی، قبل از اجرای حکم به ایشان پیغامی با این مضمون فرستاد که:
طلب عفو کن تا مانع از اعدامت شوم!
پولادین نیز در کمال واقع بینی به سردار سپه پاسخ فرستاد:
صورت مسئله ساده است. شما کودتا کردید و گرفت. من کردم و نگرفت! دیگر ندامت طلبی و طلب عفو و بخشش چه محلی از اعراب دارد؟
در شهریور ۱۳۰۵ پولادین به همراه برادرش یاور احمدخان پولادین، یاور احمد همایون، یاور روح‌الله خان مشگین قلم، یاور نبی‌خان سالاری، یاور بهروز بک سالاری (بودلا) و موسیو حییم نماینده کلیمیان در دوره پنجم مجلس و عده‌ای دیگر به جرم شرکت در کودتا علیه رضاشاه دستگیر شدند. این کودتا ظاهراً توسط یکی از اعضای باند (به نام آقامیر قفقازی ملقب به امیرمنظم) نزد محمد درگاهی؛ رئیس نظمیه، فاش شده بود. به دستور رضاخان تمام اعضای باند دستگیر و تحویل دادگاه نظامی شدند.
این دادگاه به ریاست جعفرقلی‌آقا بیگلرپور و عضویت محمد محتشمی؛ فرمانده تیپ دوم پیاده مرکز و ابوالقاسم گرانمایه؛ فرمانده تیپ توپخانه مرکز، در بهمن ۱۳۰۶ در باغ‌شاه تشکیل گردید. پولادین در دادگاه به جرمش اقرار نمود و علت آن را سوء رفتار کریم بوذرجمهری بیان کرده بود. سرانجام حکم دادگاه در روز ۲۳ بهمن ۱۳۰۶ صادر گردید که بنا بر آن سرهنگ پولادین به اعدام محکوم شد. حکم اعدام ساعت پنج بامداد روز ۲۴ بهمن در باغ‌شاه، با فرمان سرهنگ احمد زاویه به اجرا درآمد.

## پولادین و دیدگاه استفانی کرونین
کرونین، استاد دانشگاه آکسفورد با استناد به نوشته فریزر، وابسته نظامی سفارت انگلیس، می‌نویسد:
اینکه دستگیرشدگان دشمنان شخصی محمد درگاهی و هم پیمان او سرتیپ مرتضی خان یزدان پناه بودند، امری تصادفی نبود. پولادین از تحقیری آشکار که یزدان پناه نسبت به او روا می‌داشت بی‌اندازه دلگیر بود. درگاهی و حییم نیز چندی در یک مشاجره لفظی در گیر شده بودند. پلیس ۳۰۰ برگ اسناد و مدارک تهمت‌آمیز فراهم کرده بود. رضاشاه آن‌ها را نخواند، اما خلاصه گزارش را که حاکی از سوء قصدی به جان او و تاج و تختش بود، بررسی کرد. بی درنگ دستور اعدام متهمان اصلی را صادر کرد.
مستوفی الممالک (نخست‌وزیر) سر انجام شاه را راضی کرد تا با تشکیل یک دادگاه نمایشی هم که شده از تأثیر منفی افکار عمومی در داخل و به ویژه در خارج جلوگیری کند. پولادین هنگام دستگیری، آجودان و فرمانده گارد محافظ شاه بود. با نزدیکی روز مره‌ای که به رضا شاه داشت، می‌توانست نقشه ترور خود را هر زمان که بخواهد عملی کند و در واقع نیازی نبود که با افسران زیر دست یا غیر نظامیان دیگر به طراحی توطئه بپردازد. گرچه در نخستین دادگاه نظامی به ۱۰ سال حبس محکوم شده بود ولی این کیفر برای رضا شاه که او را رهبر کودتا می‌دانست، بسنده نبود. سرانجام در مراحل بعدی حکم اعدام او صادر شد اما رئیس کل ستاد، سرتیپ شیبانی از امضای حکم تیرباران پولادین خود داری کرد و ترجیح داد استعفا کند.

## محمود پولادین و نیما یوشج
این شعری است که نیما یوشیج برای او سروده‌است:

## نگارخانه

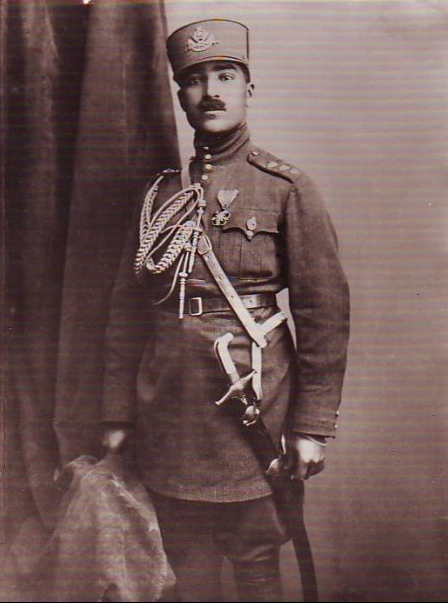
سرهنگ محمود خان پولادین
سنجاق سینه ی نظامی محمودخان پولادین
فرمان آجودانی مخصوص شاهنشاهی
محمود پولادین و برادرانش